# Eduardo Yáñez

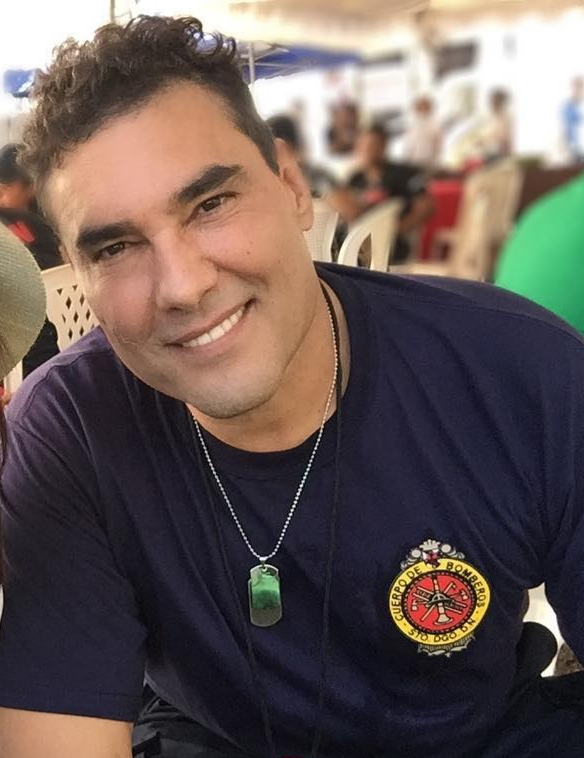
Eduardo Yáñez, 2019

Eduardo Yáñez (* 25. September 1960 in Mexiko-Stadt) ist ein mexikanisch-US-amerikanischer Schauspieler.
Yáñez wuchs bei seiner Mutter und seinem Stiefvater in Mexiko-Stadt auf. Seit seiner Kindheit war sein Wunschberuf eigentlich Profi-Fußballer, doch sammelte er mit der Zeit mehr Erfahrungen im Bereich Entertainment und entschied sich stattdessen Schauspieler zu werden. Er begann seine Arbeit bei dem mexikanischen Medienunternehmen Televisa und so bekam er bald erste Rollen in mexikanischen Fernsehproduktionen.
1991 zog er in die USA, wo er in zunächst in spanischsprachigen Produktionen mitwirkte. Später bekam er auch die Chance in Hollywood-Filmen mitzuspielen, und so war er unter anderem in den Filmen Wild Things und The Punisher sowie in Serien wie Cold Case – Kein Opfer ist je vergessen und Sleeper Cell zu sehen.
Yáñez war seit 1987 zwei Mal verheiratet. Aus seiner ersten Ehe hat er einen Sohn. 2005 kehrte er nach Mexiko zurück, um dort weiterhin in mexikanischen Fernsehserien mitzuwirken.

## Filmografie (Auswahl)
- 1996: Robin Goodfellows[2]
- 1996: Savannah (Fernsehserie)[3]
- 1996: Striptease[4]
- 1996: Miami Hustle
- 1997: Die Schattenkrieger (Soldier of Fortune, Inc.)[5]
- 1998: Wild Things[6]
- 1999: Dr. Quinn – Ärztin aus Leidenschaft: Der Film (Dr. Quinn, Medicine Woman: The Movie)[7]
- 1999: Held Up – Achtung Geiselnahme! (Held Up)[8]
- 2000: Ready to Rumble (Knockout)
- 2001: Megiddo – Das Ende der Welt (Megiddo: The Omega Code 2)
- 2002: CSI: Miami – Fernsehserie
- 2004: The Punisher[9]
- 2004: Mann unter Feuer (Man on Fire)
- 2005: Cold Case – Kein Opfer ist je vergessen (Cold Case, Fernsehserie)
- 2005: Sleeper Cell (Fernsehserie)
- 2006: In der Hitze von L.A. (Hot Tamale)
- 2006: All You’ve Got